# Viola placida
Viola placida W.Becker – gatunek roślin z rodziny fiołkowatych (Violaceae). Występuje naturalnie w indyjskim stanie Sikkim. 

## Morfologia
PokrójBylina tworząca kłącza.
LiścieBlaszka liściowa ma owalny kształt. Mierzy 1–1,5 cm długości oraz 1,5–1,5 cm szerokości, jest karbowana na brzegu, ma sercowatą nasadę i spiczasty wierzchołek. Ogonek liściowy jest owłosiony i ma 3 cm długości. Przylistki są owalnie trójkątne lub lancetowate.
KwiatyPojedyncze, wyrastające z kątów pędów. Mają działki kielicha o podługowatym kształcie i dorastające do 8 mm długości. Płatki są odwrotnie jajowate, mają purpurową barwę oraz 5 mm długości, dolny płatek posiada obłą ostrogę.